# 岡崎柾男
岡崎 柾男（おかざきまさお、舞踏筆名: 鴨一平、1932年1月22日～　）は劇作家、演出家。
朗読の公演・講座や怪談の公演を主催すると共に、認知症問題に関する社会活動事業を積極的に展開している（有）げんごろう（言語朗）顧問。並行組織としてNPO法人「声とことばの力」が存在する。
江戸・明治の民話、伝説、昔話などを執筆。作品は中国語（于黛琴訳）韓国語、ロシア語、ベトナム語（1992 国立タン・ロン水上人形劇団 (Thang Long Water Puppet Theater)合作上演）に訳されている。
日本文藝家協会会員。

## 経歴
鹿児島県生まれ。大戦後に特価本、カストリ雑誌専門の出版社に勤務する傍ら、日本文学学校に学び野間宏、針生一郎両氏に強い影響を受ける。また、金田一春彦、やなせたかしらには親しく日本語や日本の大衆美術について教えをいただく。
劇団青俳、新協劇団（村山知義代表の文芸助手＝『忍びの者』他）を経てフリーとなり、関西喜劇作家の花登筺の演出助手を行う。バルト三国含む旧ソ連各地を『訪ソうたごえ合唱団＝1964』舞台監督として三ヶ月余旅する。
坂本九、村田英雄、島倉千代子、見砂直照と東京キューバンボーイズ、土方巽・元藤燦子夫妻の舞踏公演、クラウディオ・ビルラ、スタンリー・ブラック、アントン・カラスその他の訪日タレントの日本公演舞台監督や演出を行う。
1968年には紀伊國屋ホールにて、寺山修司、篠田正浩、富永一郎、丸山才一他のパネリストで、ベトナム戦線から脱走した清水徹雄を（小中陽太郎・いいだももの仲介によりベ平連・小田実とコンタクト）登場させシンポジューム『脱走兵・ゲリラ・祖国』をプロデュース。
厚生年金ホールでのトークショーでは吉村昭、小沢昭一、永六輔、林家正蔵ほかの参加で遊郭『吉原』シリーズを、立川談志、神田山陽、小松左京等々の出演で盗賊噺『泥棒大全』を主催。
劇作には、東武ホテル、すみだ北斎美術館、両国回向院その他の寺院で公演行う、（有）げんごろう主催・劇団檸檬座・怪談の夕べ＝『片葉の葦』『逢魔ケ刻の妖怪』『たましいの散歩』『四谷怪談』等がある。
また、公益財団法人すぎのこ芸術文化振興会が全国の幼稚園・保育園・小学校に巡回公演（1975年～）している作品は50作有る。その内『鴨とりごんべえ』『鼠の嫁入り』『歯いたた狼』『おだんごぱん』等々2000～3000回を越えるロングラン多数。 

## 著書
- 母が子に語る両国・錦糸町むかし話 (下町タイム社、1983年)
- 少年少女怪奇読物 笑うどくろ (実業之日本社、1984年)
- 少年少女怪奇読物  蜘蛛の呪い(実業之日本社、1984年)
- 柏・我孫子のむかし話 （絵：井出文蔵） (単独舎、1984年)
- 松戸のむかし話 （絵：井出文蔵）(単独舎、1985年)
- 下総の唄歌 (単独舎、1985年)
- 山手線歴史散歩 (鷹書房、1986年)
- 総武線歴史散歩 (鷹書房、1988年)
- 取手のむかし話 （絵：井出文蔵） (単独舎、1989年)
- 「千葉の民話」謎のなんじゃもんじゃ ((有)げんごろう、1993年)
- 「江戸・東京下町の民話」おいてけぼり ((有)げんごろう、1996年)
- 江戸の闇魔界めぐり (東京美術、1998年)
- 洲崎遊廓物語 (青蛙房、1998年（2013年新装版）)
- 江戸・東京・山手線の民話 江戸城七不思議 ((有)げんごろう、2000年)
- 朗読劇脚本集 猫の仇討ち・猫の恩返し 奥付((有)げんごろう、2001年)
- 朗読劇脚本集 狐の嫁入り 奥付((有)げんごろう、2002年)
- 朗読劇脚本集 猿蟹忠臣蔵 奥付((有)げんごろう、2003年)
- 江戸東京伝説散歩 (青蛙房、2005年)
- 猫の花魁遊び ((有)げんごろう、2011年)

## 共編著
- 親子で楽しむ絵本ふるさとの昔ばなし１東京編 ごんべえの種まき,岡崎柾男編著 (スポニチ出版、1977年)
- 親子で楽しむ絵本ふるさとの昔ばなし２神奈川編 浦島太郎,岡崎柾男編著 (スポニチ出版、1977年)
- 親子で楽しむ絵本ふるさとの昔ばなし３千葉編 証誠寺の狸ばやし,岡崎柾男編著 (スポニチ出版、1977年)
- 妖怪学入門 なだいなだ, 北原照久, 島田茂樹, 大島建彦, 板倉聖宣共著, 東洋大学井上円了記念学術センター(編集) すずさわ書店 (えっせんてぃあ選書)  2000年
- 古老が語る明治４３年の下町の大水害,岡崎柾男編著 (下町タイムス社、2007年)
- 江戸史跡事典（上・中・下巻）光武敏郎,他共著 (新人物往来社、2007年)
- 坂本龍馬幕末歴史検定公式テキストブック釣 洋一,他共著 ,全国龍馬社中協力(新人物往来社、2008年)
- 坂本龍馬幕末歴史検定公式問題集伊東 成郎,他共著 (新人物往来社、2008年)